# Medalla de Najímov
La medalla de Najímov (del ruso: Медаль Нахимова) es una medalla soviética, creada por Stalin e instituida por Decreto de la Presidencia del Soviet Supremo de la URSS del 3 de marzo de 1944 (Gaceta del Soviet Supremo de la URSS n.15 de 1944), y los estatuts fueron modificados mediante los decretos de 26 de febrero y 16 de diciembre de 1947. Finalmente, se realizó una nueva redacción de los estatutos con fecha del 28 de marzo de 1980.
Era otorgada a marineros, suboficiales y alférez de navío y miembros de la Infantería de Marina y Divisiones Navales de las Tropas de Frontera por su conducta distinguida y la valentía en batalla por la defensa de la Patria:
- Por las acciones hábiles, com iniciativa y valentía que contribuyan a la ejecución con éxito del combate naval.
- Por el valor en la defensa de las aguas territoriales de la URSS.
- Por la abnegación en la ejecución del deber militar o de otros méritos durante el servicio militar con riesgo de la vida.

Cuelga de la parte izquierda del pecho y se sitúa detrás de la Medalla por el Servicio de Combate. 

## Historia
La Medalla de Najímov es el equivalente naval a la Medalla por el Servicio de Combate (como la Medalla de Ushakov es equivalente a la Medalla al Valor). Si bien estaba destinada a los marineros y suboficiales, también hubo oficiales que la recibieron, en reconocimiento a su valentía (la propia de los oficiales sería la Orden de Najímov).
El iniciador del proyecto para el establecimiento de la medalla fue el Comisario del Pueblo para la Marina de la URSS, el almirante Nikolái Kuznetsov, Los autores del diseño fueron los pintores A. L. Diodorov y B. M. Homich.
Durante la Gran Guerra Patria el derecho de concederla fue otorgado, en nombre de la Presidencia del Soviet Supremo, a un reducido grupo del personal de mando de la Armada Soviética.
El primer decreto de concesión fue el 10 de abril de 1944. Los primeros en recibirla fueron: 
- Flota del Norte: Sargento de Inteligencia M. A. Kolosov, y los infantes de marina Y. V. Tolstov y F. G. Moshkov.
- Flota del Mar Negro: Sargento de 1ª G. I. Belikov, Sargento Mayor I. F. Belkin y el infante de marina N. D. Belik;
- Flota del Báltico: Sargento de 1ª V. A. Vasiliev y los infantes de marina N. G. Vavilkin y P. S. Gavrílov. Mediante el decreto de 17 de juliol de 1945, la medalla fue otorgada a 15 miembros de la Marina de los Estados Unidos. Durante la guerra, fue común que se recibiera tanto la Medalla de Ushakov como la de Najímov.

Con la nueva redacción de 1980, también podía ser otorgada en tiempos de paz.
Después de la disolución de la URSS en 1991, la medalla de Najímov se conservó dentro del sistema de recompensas de Rusia, prácticamente sin variar en su aspecto.
Se otorgó unas 14 020 veces.

## Diseño
Es una medalla de bronce de 36 mm. En el anverso aparecen la imagen del almirante Najímov mirando a la izquierda, con la inscripción "АДМИРАЛ НАХИМОВ" (Admiral Najímov) por encima y dos ramas de laurel por debajo con la estrella de cinco puntas en medio.
En el reverso aparece un barco en medio de un anillo formado por un cabo, sobre dos anclas cruzadas, rodeadas de cadenas de barco.
Se cuelga de una galón pentagonal azul marino de 24 mm de ancho, con 3 franjas blancas de 3 mm. La anchura de la separación entre las franjas es de 2 mm, y la anchura de los bordes azules de 5,5 mm cada una.